# Chatagihl
Chatagihl, selo Atfalati Indijanaca koje se nalazilo kod jezera Wapato Lake u Oregonu u okrugu Yamhill. Ime mu dolazi od atágihl, u značenju  'firewood bark' . Gatschet ga je (1877) zabilježio pod imenom Tch atági'l. Ime možda označava i seosku bandu. Nije isto što i Chatagithl.